# Turistická značená trasa 0453
 Turistická značená trasa 0453 je 15 kilometrů dlouhá červeně značená turistická trasa Klubu českých turistů v Hornosázavské pahorkatině a v okrese Havlíčkův Brod spojující Chotěboř s turistickými lokalitami východně od ní. Část první poloviny trasy vede územím CHKO Železné hory, závěr CHKO Žďárské vrchy. Převažující směr trasy je jihovýchodovýchodní.

## Průběh trasy
Turistická trasa má svůj počátek na chotěbořském náměstí na rozcestí s modře značenou trasou 1934 z Uhelné Příbrami, na kterou zde navazuje stejně značená trasa 1925 k Velkému Dářku. Trasa vede nejprve městskými ulicemi k Lyžařskému areálu Svatá Anna a poté po zpevněných lesních cestách k východu přes vrch Koukalky a kolem rekreačních středisek do bývalé osady Horní Mlýn. Zde se přimyká k řece Doubravě proti jejímuž proudu následně zdolává po náročných pěšinách její skalnatý kaňon. Trasu 0453 v něm využívá i souběžná Naučná stezka Údolím Doubravy. Ještě v prostoru Horního Mlýna vede trasa v krátkém souběhu se zeleně značenou trasou 4315 z Libice nad Doubravou do Bílku, v osadě Točitý Vír pak opět s trasou 1925. V centrální části kaňonu se nachází rozcestí s výchozí modře značenou trasou 1932 stoupající jeho úbočím k skalnímu útvaru Čertův stolek, o něco dále se opět kříží s trasou 4315. Po opuštění kaňonu vstupuje trasa 0453 do Bílku, kde jednak končí souběžná naučná stezka a jednak paralelní trasa 4315. Po opuštění Bílku vede trasa jihovýchodním směrem lesní cestou do osady Babín, kde se stáčí na severovýchod a po asfaltové komunikaci pokračuje přes osadu Sopoty do Sobíňova. Obcí respektive její částí Nová Ves trasa prochází v souběhu opět s modře značenou trasou 1925, jsou tu i dva krátké souběhy s okružní zeleně značenou naučnou stezkou Sobíňov. Za Sobíňovem pokračuje trasa polní cestou k jihovýchodu proti proudu Ranského potoka do Nového Ranska, jím prochází a po asfaltové komunikaci vede dále stejným směrem kolem Svobodného rybníka k Pobočnému rybníku, kde končí na rozcestí se žlutě značenou trasou 7352 ze Ždírce nad Doubravou k Radostínu.

## Turistické zajímavosti na trase
- Městská památková zóna Chotěboř
- Kaple svaté Anny u Chotěboře
- Lyžařský areál Svatá Anna
- Skalní útvary na vrchu Koukalky
- Pomník všem věrným 1920 - 1990 v Horním Mlýně
- Naučná stezka Údolím Doubravy
- Přírodní rezervace Údolí Doubravy
- Skalní útvary v kaňonu Doubravy
- Vodopád Doubravy
- Kostel Navštívení Panny Marie v Sopotech
- Naučná stezka Sobíňov
- Huťský mlýn v Nové Vsi
- Svobodný rybník
- Pobočný rybník